# Minikjol

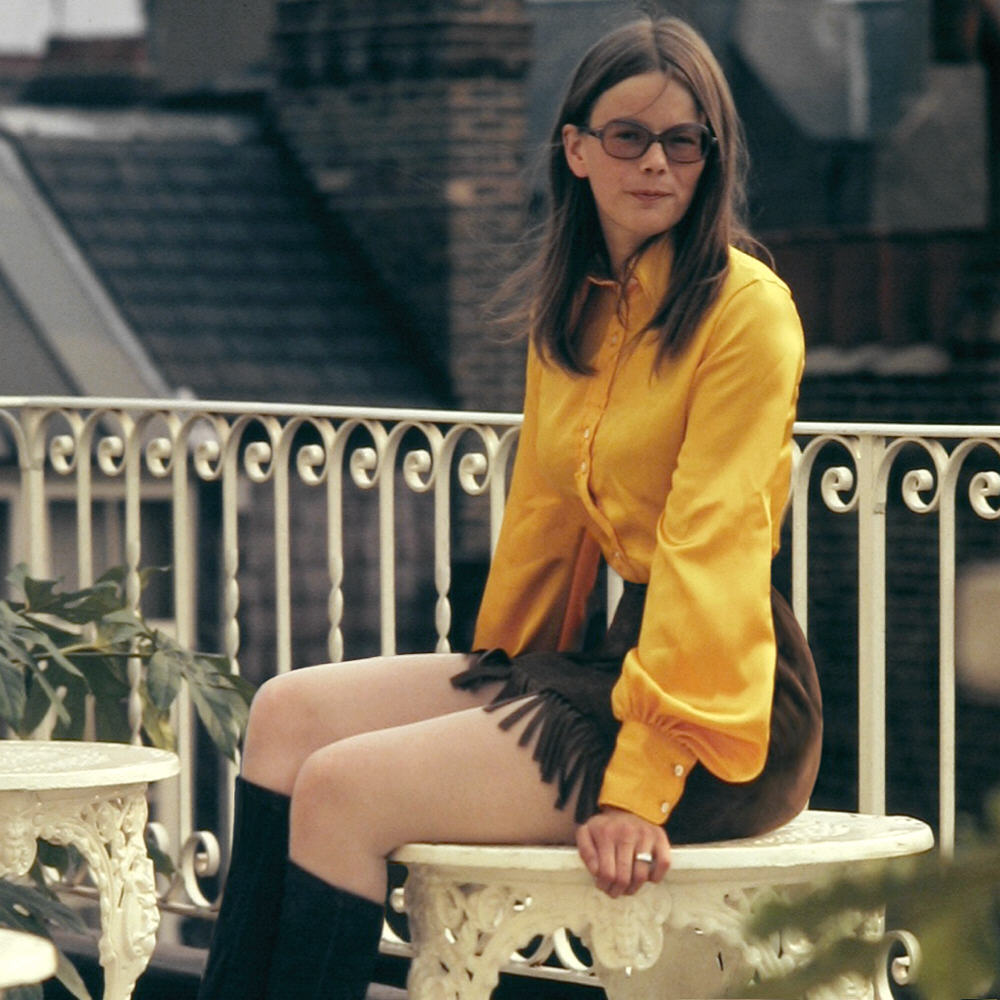
Kvinna iklädd minikjol med fransar, London, 1971.

Minikjol eller kortkort är en samlande beteckning för kjolar av kortare slag. Längden på en minikjol kan variera; de slutar ofta kring mitten på låret, men gemensamt är att de inte går längre än ovanför knäna. Extra korta minikjolar, som slutar strax under eller i vissa fall ovanför stussen, kallas ibland för mikrokjolar. 

## Historia
Bland tidiga exempel på minikjolar kan nämnas varietéartisten Joséphine Bakers kjol av gula plyschbananer som hon bar i föreställningen La Foile du jour (1926), samt de kjolar som bars av så kallade ”flappers” under det glada tjugotalet. Den förekom även i flera science fiction-filmer under 1950-talet. Fram till 1960-talet var kjolar som slutade ovanför knäet mycket ovanliga som vardagskläder, och användes främst som kostymer i filmer och andra underhållningssammanhang.

### 1960-talet
Minikjolen populariserades för vardagligt bruk under det tidiga 1960-talet av modeskapare som Mary Quant i Storbritannien och André Courrèges i Frankrike. Kjolar eller klänningar av kortare modell bars under denna tid bland annat av fotomodeller som Twiggy och Jean Shrimpton. I USA kom minikjolens introduktion att dröja ytterligare några år, 
Kulturellt kom plagget att förknippas med årtiondets ungdomsrevolter och "Swinging London"-kulturen, samt den så kallade sexuella revolutionen och andra vågens feminism. Inom den senare rörelsen var dock åsikterna om minikjolen delade, i synnerhet i USA: Betty Friedan betraktade plagget som sexistiskt och objektifierande, medan Gloria Steinem såg bärandet av minikjolar som en möjlig protesthandling.

### Senare decennier
Från 1970-talets senare år blev kjolarna i allmänhet längre. Under 1990-talet kom minikjolen åter att öka i popularitet; plagget bars bland annat av Julia Roberts i filmen Pretty Woman (1990) och av Liv Tyler i filmen Empire Records (1995).

## Mikrokjol

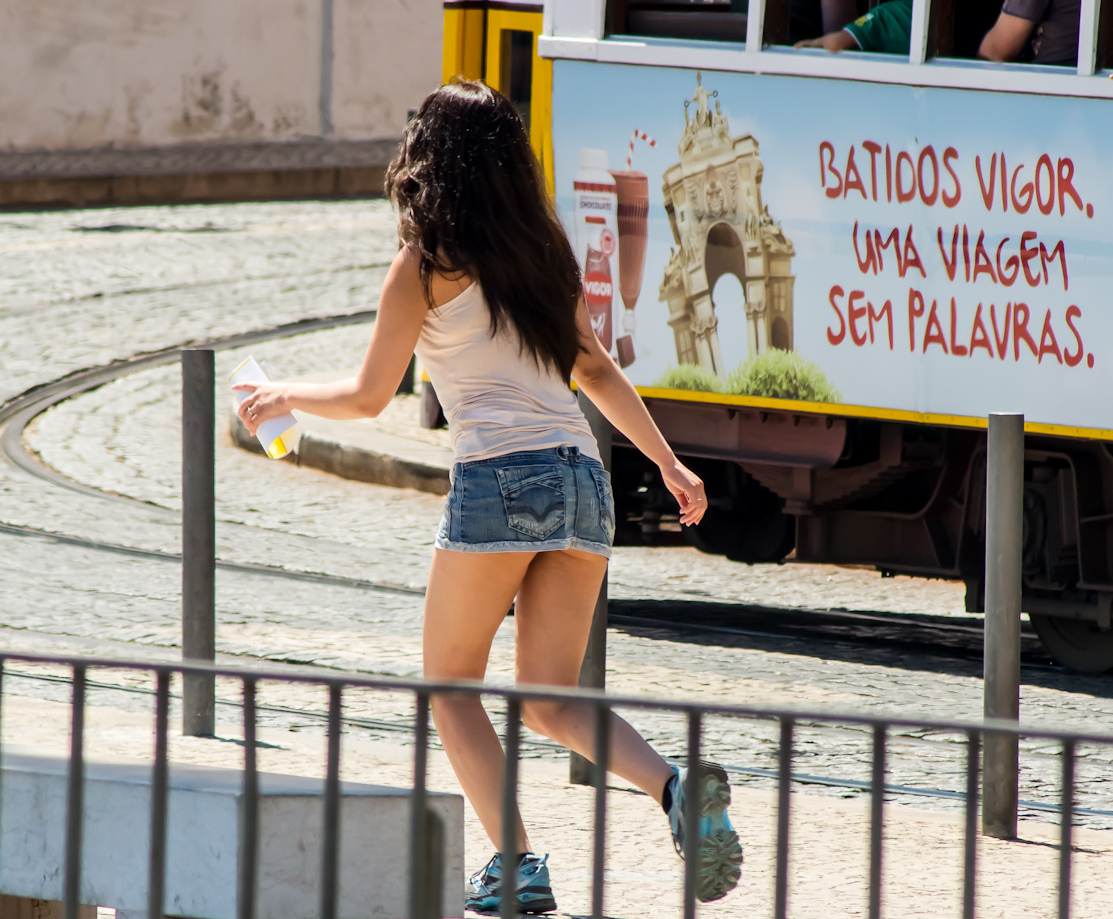
Ung kvinna iklädd en mikrokjol i jeans, Lissabon, 2012.

Mikrokjol eller ultrakort kjol är en extremt kort kjol. En mikrokjol brukar vara omkring 20–25 centimeter i längd och slutar som regel vid den övre delen av låret, antingen vid eller några centimeter under grenen. I vissa fall kan de dock vara ännu kortare, och knappt täcka stussen.
Mikrokjolen uppkom i slutet av 1960-talet, som en kortare variant av minikjolen som introducerats åren innan. Under det tidiga 2000-talet blev mikrokjolen åter populär, då den bars av kändisar som Christina Aguilera, Paris Hilton och Nicole Richie.

## Kontroverser och förbud
Minikjolens popularisering under 1960-talet kom att skapa debatt, då plagget ibland ansågs alltför sexuellt utmanande och oanständigt. I en opinionsundersökning i USA 1967 svarade 70 % av tillfrågade vuxna att de skulle ha invändningar om deras dotter skulle bära minikjol.
År 2010 planerades införandet av ett förbud mot ”väldigt korta” kjolar i staden Castellammare di Stabia i Italien. År 2014 förbjöds bärandet av bland annat minikjolar i offentligheten i Uganda, enligt en lag för att ”förhindra sexuell upphetsning”; lagen avskaffades 2021, då den bedömdes strida mot landets grundlag.